# Eratsun
Eratsun település Spanyolországban, Navarra autonóm közösségben. Eratsun Ezkurra, Goizueta, Beintza-Labaien, Saldías és Basaburua községekkel határos. Lakosainak száma 153 fő (2024).

## Népesség
A település népessége az elmúlt években az alábbi módon változott:
| Lakosok száma | 175  | 174  | 168  | 165  | 160  | 160  | 154  | 151  | 150  | 153  |
|               | 2001 | 2004 | 2007 | 2009 | 2012 | 2014 | 2017 | 2019 | 2022 | 2024 |